# François de l'Enfant-Jésus (Vénérable)
Pour les articles homonymes, voir François de l'Enfant-Jésus (homonymie).
Francisco Sánchez Pascual (1544-1604) est un philanthrope espagnol, propagateur de la dévotion à l'Enfant-Jésus, devenu carme déchaux, sous le nom de François de l'Enfant-Jésus.

## Biographie
François Pascual Sánchez est né en 1544 à Villapalacios (Espagne), il est le fils de  Mateo Pascual et de María Sánchez. Il a au moins quatre sœurs et un frère. D'une famille pauvre, il travaille comme berger. Son enfance est marquée par de nombreuses privations.
Sa mère décède jeune, et son père se remarie avec Ana de Resta. Faisant preuve de peu d'intelligence et de compétences pour le travail (ses hagiographes le décrivent comme un peu idiot, voire simple d'esprit et imbécile), il tue involontairement un homme avec sa fronde. Pour échapper à la justice, il quitte le village familial, comme lui conseille son père.
À l'âge de 20 ans, il s'installe à Alcalá de Henares découvre la religion et la foi en entrant dans une église. S'attachant au lieu, il essaie d'aider, mais ne fait rien de bon (ses hagiographes écrivent qu'il ne fait que des bêtises). Finalement, il part à l'hôpital de la ville pour aider au soin des malades, les laver et faire le ménage. Là se produit un grand changement, car il fait « merveille auprès des malades ». François sort dans la ville pour récolter des aumônes. Avec ces dons, il offre des repas aux pauvres et va jusqu'à acheter une maison pour héberger d'anciennes prostituées (repenties) qui souhaitent entrer en religion. Cette maison deviendra plus tard le « couvent des augustines ». L'archevêque de Tolède, Gaspar de Quiroga y Vela le soutient dans ce projet, qu'il finance en partie.
Étant d'une grande dévotion pour l'Enfant Jésus, il est très vite appelé par ses contemporains du nom de François de l'Enfant-Jésus. C'est sous ce vocable qu'il est connu, même des nobles et du roi d'Espagne. Souhaitant devenir religieux et entrer dans l'Ordre des Carmes déchaux, il se heurte à « l'opposition répétée » des autorités de la ville d'Alcala et du roi Philippe II en personne. Par deux fois, le roi obtient de Rome une dispense de son vœu de religion.
Finalement, il parvient à entrer dans l'Ordre des Carmes déchaux à Madrid, le 12 avril 1598 comme frère convers. Il fait sa profession le 13 avril 1599.
Il est envoyé à Valence pour fonder en 1600, avec l'aide des autorités municipales, la maison « Saint-Grégoire » pour accueillir des « prostituées repentantes » (qui décident d'entrer en religion). 
Dans la fondation, il est soutenu par l'archevêque de la ville, saint Juan de Ribera, un ami de longue date.
L'évêque, lors de ses visites pastorales, demandait même à François de l'accompagner pour faire le catéchisme à la population durant ses visites. Le carme organise et soutient de nombreuses œuvres caritatives, comme la mise en place d'un dépôt de vêtements et garde-robe pour les pauvres. Considéré comme un saint par la population, il est suivi régulièrement par la foule,.
En décembre 1603 il est rappelé à Madrid par ses supérieurs qui souhaitent l'extraire de la foule (qui le tient pour un saint), et le transfèrent au couvent isolé de Pastrana. À nouveau les foules accourent vers lui pour le toucher ou récupérer un morceau de son manteau. Il est donc à nouveau transféré dans le « saint désert » de Bolarque car ses supérieurs se méfient de sa « réputation de sainteté » et des miracles qui lui sont attribués. Mais même dans cette zone désertique, les foules viennent le rejoindre. Devant cet échec, ses supérieurs lui demandent alors de retourner à Pastrana, puis à Madrid. Il prend la route, par obéissance à ses supérieurs, en étant toujours suivi par les foules,.
Il meurt « saintement » à Madrid le 26 décembre 1604. Son corps est exposé durant cinq jours avant d'être enterré dans l'église du couvent. Mais très vite, des différents lieux où avait vécu « le Saint » (Alcalá de Henares, Valence, son ancienne paroisse), des personnes demandèrent à recevoir et conserver ses reliques. Les religieux, étaient opposés à l'idée de disséminer les reliques mortuaires. Elles cédèrent néanmoins aux demandes et envoyèrent quelques reliques, dans des reliquaires, aux différentes villes qui en avaient fait la demande. Les destructions de couvents au XIXe siècle, puis la guerre d'Espagne finirent par faire perdre définitivement la trace de ces reliquaires et de leurs reliques.

## Spiritualité
Mort au lendemain de la fête de Noël, François joignait à l'amour des humbles une tendre dévotion à l'Enfant-Jésus, qu'il cherchait à propager autour de lui, comme en témoignent ses poèmes ou coplas. En toute occasion, il avait recours à Jésus Enfant, qu'il définissait comme son répondant, le petit engagé de ses dettes, l'ami auquel il se remettait intégralement. Aussi honorait-il une statuette de l'Enfant-Jésus, décrite par son premier biographe comme de relief fort dévot, fort bien orné et vêtu en petit pasteur. Cet entretien d'un poupon a contribué à lui donner une réputation de simple, voire de simplet, car une telle activité, jugée peu virile en son temps, était essentiellement réservée aux religieuses. Quoi qu'il en soit de cette voie d'enfance, la figure spirituelle de François annonce celle du carme déchaux Cyrille de la Mère de Dieu, initiateur, au XVIIe siècle, du culte de l'Enfant-Jésus de Prague. Plus généralement encore, François va marquer toute l'histoire de la spiritualité du Carmel. En effet, Thérèse d'Avila honorait déjà les effigies de l'Enfant-Jésus, mais le jeune carme fera de cette forme populaire d'un mystère christologique, le centre unifiant de sa vie spirituelle, dans laquelle, en définitive, tout est remis, voué, abandonné à Jésus Enfant. Innovation du catholicisme moderne et dévotion au sens fort du terme, cette consécration s'exprime encore dans le nom de religion choisi par François : une nouveauté pour l'époque, mais qui sera reprise bien des fois au cours des siècles, avant d'être illustrée par la célèbre carmélite Thérèse de Lisieux.

## Notoriété
En 1605, le prélat commande d'ailleurs au peintre Juan Sariñena (es) un portrait de François, dans lequel l'artiste, en dépit de la mise en scène baroque, ne déguisera rien du physique ingrat de son modèle. Du côté des carmes déchaux, Joseph de Jésus-Marie Quiroga, premier biographe de Jean de la Croix, rédige, dès 1624, une vie de François : l'ouvrage sera publié à Uclès, avec des retouches d'une main étrangère, que son auteur désavouera pour des raisons doctrinales. Il sera toutefois encore imprimé à Ségovie en 1638 et à Madrid en 1670. La première traduction française sera réalisée par Matthieu de Saint-Jean et publiée à Paris en 1626, avant d'être réimprimée en 1627 et 1641. En 1628, ce sera la première traduction latine, exécutée par Denis de Saint-François et éditée à Cologne. En 1629 c'est au tour de la traduction italienne, due à Jérôme de Sainte-Thérèse, qui sera éditée à Brescia, puis à Gênes en 1654. Vient ensuite une nouvelle traduction française, sous la plume de Cyprien de la Nativité de la Vierge : publiée à Paris en 1647, elle le sera encore à Lyon en 1688. Quant à la traduction en néerlandais, elle paraîtra à Bruxelles, en 1657. Par ailleurs, ses poèmes sont également édités à Barcelone en 1617, et plusieurs de ses lettres ont été conservées dans différents ouvrages.

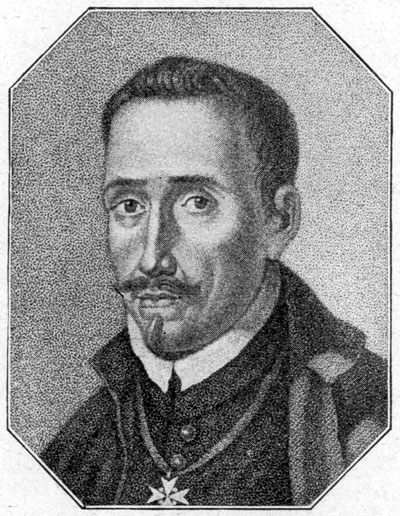
Lope de Vega (portrait 1605).

Le grand poète et dramaturge espagnol Lope de Vega (1562-1635) a rédigé une œuvre en 1605 (publiée en 1623), El Rústico del cielo, tragicomedia famosa, où il met en scène François de l'Enfant-Jésus.
François Pascual Sánchez est resté très célèbre, encore de nos jours, dans sa ville de Villapalacios. Le premier ouvrage biographique rédigé en 1624 (Historia de la vida y virtudes del venerable Hermano Fray Francisco del Niño Jesús, religioso de la Orden de los Descalzos de N. Señora del Carmen) est un véritable best-seller de l'époque, réédité à de multiples reprises, il a été traduit en plusieurs langues (voir dans la bibliographie de l'article).

### Béatification
Au lendemain de la mort de François de l'Enfant-Jésus, son ami Juan de Ribera, archevêque de Valence, entame le procès en béatification de celui-ci. 
Il est déclaré vénérable par le pape Clément XIII le 1er janvier 1769. Le processus en béatification semble ne pas s'être poursuivi au-delà de cette étape.